# 教宗华伦亭
范倫（拉丁語：Valentinus PP.）是827年8月至9月在位的教宗。

## 译名列表
- ：天主教真理电台[]作。
- ：香港天主教教區檔案　歷任教宗作。